# Rafael Cavestany de Anduaga
Rafael Cavestany de Anduaga (Madrid, 27 de octubre de 1902 - ibídem, 17 de julio de 1958) fue un ingeniero agrónomo y político español de ideología falangista, ministro de Agricultura del 18 de julio de 1951 al 26 de febrero de 1957.

## Biografía
Sexto hijo de Juan Antonio Cavestany, escritor, senador y académico, y de Margarita de Anduaga y Cabrero. 
Casado con Enriqueta Cantos Figuerola y Sáiz de Carlos.
En 1925, una vez finalizados sus estudios de ingeniería cursados en Madrid, se trasladó a la Guinea Española, donde fundó la Compañía Agrícola y Forestal (CAIGFE), permaneciendo en África central durante seis años. 
De regreso a Madrid fue nombrado Intendente General de Pósitos, colaborando en los Servicios de Reforma Agraria y también en el Instituto Nacional de Investigación Agraria. 
Durante la Segunda República Española fue nombrado agregado agrónomo a la embajada española en París. En 1935 regresó a España ingresando en el Instituto de Investigaciones Agronómicas.

## Guerra Civil
Cesado por las autoridades republicanas se incorporó en Salamanca al bando sublevado. Cursó en Burgos los cursos de alférez provisional. Se incorporó a la 150.ª División Marroquí con el grado de teniente e intervinó en las acciones de Guadalajara, Teruel y Ebro. Una vez retirado de campaña el ministro de Acción y Organización Sindical, Pedro González-Bueno, lo nombró inspector General de Trabajo.

## Franquismo
Al finalizar la contienda se estableció en Madrid volviendo a sus ocupaciones como ingeniero agrónomo. Siendo José Luis Arrese ministro-secretario General del Movimiento, Fermín Sanz-Orrio lo nombró jefe Nacional del Sindicato de Frutos y Productos Hortícolas, cargo que ocupó durante cinco años.

### Ministro de Agricultura

#### Concentración parcelaria
Agricultor nombrado ministro, inició la concentración parcelaria como medio eficaz e innovador para acabar con el minifundio. También implantó nuevos regadíos e impulsó la producción agrícola con el objeto de alcanzar el autoabastecimiento mediante varias leyes: de 15 de julio de 1952 sobre explotaciones ejemplares y calificadas; la de igual fecha sobre patrimonios familiares; la de 3 de diciembre de 1953 sobre fincas manifiestamente mejorables; la de 15 de julio de 1954 sobre unidades mínimas de cultivo; arrendamientos rústicos protegidos. Igualmente fue el promotor del Servicio de Extensión Agraria, creado en 1955.

#### Plan Badajoz
A iniciativa de Cavestany se tramitó y aprobó la Ley de 7 de abril de 1952 sobre el Plan de obras, colonización, industrialización y electrificación de la provincia de Badajoz. El plazo inicial era de 14 años (1952-1965), luego se modificó en 1963 y de nuevo en 1971, extendiéndolo hasta 1975.

#### La Santa Espina
Uno de los pueblos creados por el Instituto Nacional de Colonización impulsado por Cavestany en su política contribuir al desarrollo agrario fue San Rafael de La Santa Espina. Está situado en el municipio vallisoletano de Castromonte.

## Procurador en Cortes
Procurador nato en representación de la Organización Sindical en 1943, 1946 y 1949. Consejero nacional en 1949, 1952 y 1955. procurador en Cortes designado por el jefe del Estado en 1958.
Rafael Cavestany de Anduaga falleció repentinamente en Madrid, a causa de un ataque cardíaco, el 17 de julio de 1958. Se encuentra enterrado junto con su mujer en una de las capillas de la iglesia del Monasterio de Santa María de La Santa Espina, en la localidad del mismo nombre, en Valladolid.
| Predecesor: Carlos Rein Segura | Ministro de Agricultura 18 de julio de 1951-26 de febrero de 1957 | Sucesor: Cirilo Cánovas García |